# (5913) 1990 BU
(5913) 1990 BU (1990 BU, 1950 QB1, 1967 UB, 1971 SR1, 1984 WT1, 1988 RO13) — астероїд головного поясу.
Тіссеранів параметр щодо Юпітера — 3,358.